# Kalex Engineering
KALEX engineering GmbH — німецька компанія, яка спеціалізується на проектуванні, розробці, переробці та виробництві високотехнологічної продукції для авто- та мотоспорту. Також компанія з 2010 року бере участь у чемпіонаті світу з шосейно-кільцевих мотоперегонів MotoGP як виробник мотоциклів у класі Moto2, де за п'ять проведених сезонів зуміла виграти три титули пілотів (2011, 2013 та 2014) та два у заліку виробників (2013—2014).

## Участь у MotoGP
У 2010 році, внаслідок змін у правилах змагань чемпіонату світу з шосейно-кільцевих мотоперегонів, клас 250сс був замінений на Moto2. Згідно з новими правилами, для зменшення бюджетів витрат у серії був введений єдиний уніфікований двигун для мотоциклів всіх учасників (виробництва Honda), команди мали можливість розробляти лише власне шасі та електроніку. Таким чином у класі замість чотирьох виробників-учасників 2009 року (Aprilia, Honda, Gilera та Yamaha) вже в наступному році було 14 (серед них Suter, Motobi, Speed Up, Moriwaki, FTR, та інші). Серед них була і компанія Kalex. Щоправда, дебютний сезон у чемпіонаті компанія проводила у тандемі з Алексом Понсом.
Проте, вже у сезоні 2011 року Kalex була представлена як у тандемі, так і окремим виробником. Німецький гонщик Штефан Брадль, виступаючи у складі команди «Viessmann Kiefer Racing» на мотоциклі Kalex, зумів стати чемпіоном світу.
Компанія з 2012 року також брала участь у змаганнях класу Moto3, де співпрацювала з австрійським виробником KTM, проте це не принесло успіху, і, після сезону 2014, коли тендем посів у заліку виробників лише 5-е місце, KALEX припинив свою участь у проекті.
У травні 2014 року з'явились чутки, що компанія планує з сезону 2015 дебютувати в класі MotoGP. З цією метою керівники команди Алекс Баумгартель та Клаус Хірсекорн вели перемовини з командами «Marc VDS Racing Team» та «Pons Racing Team», лідерами поточного чемпіонату в класі Moto2, на предмет їхнього майбутнього підвищення. KALEX engineering повинна би була б розробити шасі, що мало бути пристосоване до використання лізингового двигуна від Yamaha YZR-M1.
Тим часом у класі Moto2 KALEX engineering продовжувала домінувати. В сезоні 2014 на її мотоциклах виступали 14 гонщиків з 33, і вони змогли виграти 14 гонок з 18. Мотоциклу Kalex Moto2 і справді не було рівних, тому на нього стало поступати дедалі більше замовлень.
У сезоні 2015 на Kalex виступали вже 23 з 30 гонщиків. Перед початком сезону навіть постало питання, чи зможе компанія виготовити достатню кількість мотоциклів, щоб забезпечити усіх гонщиків.

### Досягнення
| Сезон | Клас  | Титул конструктора | Титул пілота | Переможець    |
| ----- | ----- | ------------------ | ------------ | ------------- |
| 2011  | Moto2 | —                  | +            | Штефан Брадль |
| 2013  | Moto2 | +                  | +            | Пол Еспаргаро |
| 2014  | Moto2 | +                  | +            | Естів Рабат   |
| 2015  | Moto2 | +                  | +            | Йоан Зарко    |

### Конкуренти
- Suter MMX2;
- Tech 3 Mistral 610;
- Speed Up SF15.